# Economía experimental
La economía experimental es la rama de la ciencia económica que se enfoca en el análisis y diseño de métodos experimentales para estudiar cuestiones económicas. Los métodos experimentales van desde el experimentos de laboratorio, hasta los experimentos de campo, experimentos de encuesta y el experimento natural. Los experimentos pueden ser de pequeña escala, incluso desde el aula de clases, y de gran escala, como un mercado particular. La economía experimental, a través de sus metodologías de diseño, ofrece un lente privilegiado para desentrañar los mecanismos causales del comportamiento humano y, por ende, ilumina un vasto espectro de interrogantes en las ciencias sociales.
Un aspecto fundamental de la asignatura es el diseño de experimentos. Los experimentos pueden llevarse a cabo en el campo o en el laboratorio, ya sea del individuo o grupo de comportamiento.
Las diferentes variantes del tema estos incluyen experimentos naturales y experimentos cuasi-naturales.

## Origen de la economía experimental

### Antecesores remotos
- William Stanley Jevons publicaría el 9 de febrero de 1871 en Nature su ensayo "El poder de la discriminación numérica", tratándose de una autoexperimentación sobre la discriminación numérica (un problema de economía cognitiva, abordados actualmente p. ej. por Michael Dean Woodford).

- Louis Leon Thurstone en 1931 publica "La función de indiferencia" en The Journal of Social Psychology, para determinar empiricamente las curvas de indiferencia. Debatido metodológicamente por W. Allen Wallis y Milton Friedman en "La derivación empírica de funciones de indiferencia" (1942) publicado en "Estudios de economía matemática y econometría en memoria de Henry Schultz". En respuesta a Wallis y Friedman, Stephen W. Rousseas y Albert G. Hart publican "Verificación experimental de un mapa de indiferencia compuesto" (1951).

- Edward Chamberlin publica en 1948 su ensayo "Un experimento de mercado imperfecto", en la que buscaba demostrar desviaciones de resultados previstos del marco de competencia perfecta.

|                        |                      |                   |
| William Stanley Jevons | Louis Leon Thurstone | Edward Chamberlin |

### Exponentes primigenios
- Melvin Dresher y Merrill M. Flood (1950): En el participaron J. D. Williams y Armen Alchian, estudiaron experimentalmente un juego no cooperativo, que luego seria acuñado en una clase por Albert W. Tucker como Dilema del prisionero, ilustrando un escenario aplicado de la teoría del juego de forma abstracta.
- Frederick Mosteller y Philip Nogee (1951): Diseñaron un experimento para probar la Teoría de la utilidad esperada de John von Neumann y Oskar Morgenstern.
- Gerhard Karl Kalisch, John Milnor, John Forbes Nash, y Nering Evar D. Nering (1954): Estudiaron experimentalmente los juegos cooperativos.
- Donald Davidson, Patrick Suppes y Sidney Siegel (1957): Es un experimento diseñado para probar la Teoría de la Utilidad Esperada Subjetiva desarrollada por Frank P. Ramsey (escrito en 1926, en su ensayo "Verdad y probabilidad", pero publicado póstumamente en 1931, en su colección de ensayos filosóficos y lógicos "Los fundamentos de las matemáticas y otros ensayos lógicos" editado por R. B. Braithwaite, profundizando en las ideas de Charles Sanders Peirce), Leonard J. Savage (1954) y John von Neumann.
- Heinz Sauermann y Reinhard Selten (1959): Estudiaron el comportamiento de las empresas en una situación de mercado imperfecto (un estudio de organización industrial centrado en el oligopolio).
- Sidney Siegel y Lawrence E. Fouraker (1960), publicado póstumamente en 1964, publicado en el libro "Negociación y toma de decisiones grupales: Experimentos en monopolio bilateral". Ganador de Premio de Monografía de la Academia Estadounidense de las Artes y las Ciencias en 1959: fue un experimento de laboratorio en donde estudian el comportamiento de las empresas en una situación de duopolio.

### Fundación de la economía experimental
El artículo de Vernon Smith de 1962, "Un estudio experimental del comportamiento del mercado competitivo", publicado en The Journal of Political Economy, se considera ampliamente la obra fundacional que estableció la economía experimental como una metodología rigurosa en este campo.
|              |
| Vernon Smith |

## Experimentos de encuesta

### Precursores
- Daniel Bernoulli y Nicolaus I Bernoulli realizaron encuestas orales o consultas a otros académicos sobre un problema de decisión de un juego de azar con un rendimiento esperado infinito, para encontrar una solución a Paradoja de San Petersburgo, la cual tuvo solución por Daniel Bernoulli en 1738 en su ensayo "Specimen Theoriae Novae de Mensura Sortis", en español "Exposición de una nueva teoría sobre la medición del riesgo" (disponible en inglés en Econométrica, vol. 22 (enero de 1954), págs. 23–36, traducido por Louise Sommer con el apoyo de Karl Menger), la solución aplicando una función de utilidad había sido propuesta por su amigo Gabriel Cramer en una carta 1928 dirigida a Daniel Bernoulli.[12] Se le considera el primer experimento en economía debido a que "la práctica de utilizar problemas de elección hipotéticos para generar hipótesis sobre el comportamiento de elección individual, práctica que se ha utilizado con buenos resultados en investigaciones mucho más modernas sobre la elección individual" en la economía experimental.[13]

- Maurice Allais publicó "El comportamiento del hombre racional ante el riesgo: Crítica de los postulados y axiomas de la Escuela Americana" en 1953, mostrando las desviaciones del axioma de independencia de la teoría de la utilidad esperada, lo que constituyó la Paradoja de Allais, que sería respondida con modelos de decisión que describen mejor el comportamiento económico en situaciones de riesgo e incertidumbre.

|                  |                      |                |
| Daniel Bernoulli | Nicolaus I Bernoulli | Maurice Allais |

### Desarrollo contemporáneo
- Stefanie Stantcheva es la máxima representante actual en el desarrollo de experimentos de encuesta en economía, ganando la Medalla John Bates Clark en 2025.

|                     |
| Stefanie Stantcheva |

## Temas de Economía Experimental

### Juegos de Coordinación
Los juegos de coordinación son los juegos de estrategia pura con múltiples equilibrios de Nash.
Hay dos conjuntos generales de preguntas que los economistas experimentales suelen hacer con este tipo de juegos:
1. ¿Pueden los sujetos de laboratorio coordinar, o aprender a coordinar, en una situación de múltiples equilibrios, y si es así hay principios generales que pueden ayudar a predecir con que probabilidad un equilibrio va a ser elegido?
2. Pueden los sujetos de laboratorio coordinar, o aprender a coordinar, en el mejor equilibrio Pareto y si no, ¿hay condiciones o mecanismos para hacerlo?

### Experimentos de aprendizaje
En los juegos de dos jugadores o más, los sujetos suelen formar creencias acerca de las acciones que los otros jugadores están tomando y estas creencias se actualizan con el tiempo. Esto se conoce como aprendizaje. Los sujetos también tienden a tomar las mismas decisiones que los han recompensado con grandes rendimientos en el pasado. Esto se conoce como aprendizaje por refuerzo.
Hasta la década de 1990, los modelos adaptativos simples, tales como la competencia Cournot o juego ficticio se utilizan generalmente,. A mediados de la década de 1990, Alvin E. Roth y Ido Erev demostraron que el aprendizaje por refuerzo puede hacer predicciones útiles en juegos experimentales. En 1999, Colin Camerer y Teck Ho introdujeron Experiencia atracción ponderada (EWA), un modelo general que incorpora refuerzo y aprendizaje de las creencias, y muestra que el juego ficticio es matemáticamente equivalente al refuerzo generalizado, los pesos proporcionados son colocados en la historia pasada.
Las críticas a la EWA incluyen overfitting debido a muchos parámetros, la falta de generalidad sobre los juegos y la posibilidad de que la interpretación de los parámetros EWA puede ser difícil. Overfitting se aborda mediante la estimación de parámetros en algunos de los períodos experimentales o sujetos experimentales y la predicción del comportamiento de la muestra restante (si los modelos están sobreajuste, estas previsiones de validación fuera de la muestra será mucho menos preciso que encaja dentro de la muestra, que por lo general no lo son). La generalidad en los juegos se aborda mediante la sustitución de parámetros fijos con funciones de "auto-tuning" de la experiencia, lo que permite pseudo-parámetros que cambian en el transcurso de un partido y para variar también de manera sistemática a través de juegos.

## Reproducibilidad y replicabilidad
Tras la publicación de "Estimación de la reproducibilidad de la ciencia psicológica" (2015) del Open Science Collaboration, se ha reforzado su exploración y sistematización de la reproducibilidad y replicabilidad como prueba de robustez, validez y confiabilidad de los resultados de investigación. Una serie de publicaciones posteriores han evaluado la reproducibilidad y replicabilidad en la ciencia económica, como Camerer et al., 2016, Camerer et al., 2018, Camerer et al., 2019, Campbell et al. 2024 y Holzmeister et al., 2025.
Anna Dreber y Magnus Johannesson (2025) proponen la siguiente tipología sobre reproducibilidad y replicabilidad:
Tipos de reproducibilidad:
- Reproducibilidad computacional.
- Reproducibilidad por recreación.
- Reproducibilidad por robustez.

Tipos de replicabilidad:
- Replicabilidad directa.
- Replicabilidad conceptual.

Tipos de variabilidad en replicación:
- En la población incluida en el estudio.
- En el diseño de investigación.
- En el análisis.